# PandaBoard
O PandaBoard é um computador de placa única de baixo consumo de energia, baixo custo usando uma plataforma de desenvolvimento baseado no sistema OMAP4430 da Texas Instruments em um chip (SoC). A placa tem estado disponível ao público no preço subsidiado de US $ 174 desde 27 de outubro de 2010. É uma plataforma com apoio de desenvolvimento por comunidades.
O PandaBoard ES é uma versão mais recente baseado no OMAP4460 SoC, com a CPU e GPU rodando a taxas de clock mais altas. A placa tem estado disponível ao público ao preço subsidiado de US $ 182 desde 16 de Novembro de 2011. Tal como o seu antecessor, é uma placa apoiada por comunidades de  desenvolvimento.

## Sistemas operacionais
O dispositivo roda usando o kernel do Linux, tanto com distribuições tradicionais como em ambiente Android ou Mozilla Firefox OS. Versões optimizadas do Android e Ubuntu estão disponíveis a partir da Fundação Linaro. Linaro escolheu o PandaBoard para ser uma das plataformas de hardware suportadas.
O OpenBSD suporta PandaBoard. FreeBSD adicionou suporte PandaBoard em agosto de 2012.
Existe uma versão do RISC OS 5 compatível.
QNX Neutrino 6.5.0 e 6.6.0 SP1 tem Pacotes de Suporte para o PandaBoard e PandaBoard ES.

## Placas de expansão

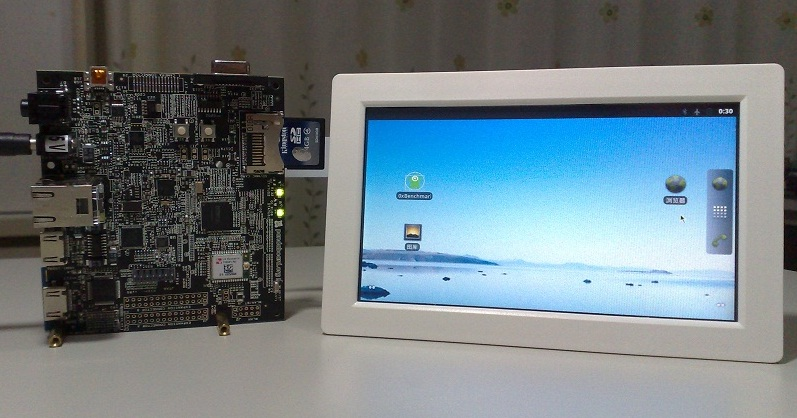
BeadaFrame

- BeadaFrameBeadaFrame 7" LCD display kit
  - 7" 800x480 TFT LCD screen
  - PWM Backlight control
  - Resistive touch screen
  - RTC time keeper
  - Plastic frame